# Uridine phosphorylase
L'uridine phosphorylase est une glycosyltransférase qui catalyse la réaction :
uridine + phosphate  {\displaystyle \rightleftharpoons }  uracile + α-D-ribose-1-phosphate.
Cette enzyme intervient dans la dégradation et le sauvetage des ribonucléosides pyrimidiques.